# Gysenstein

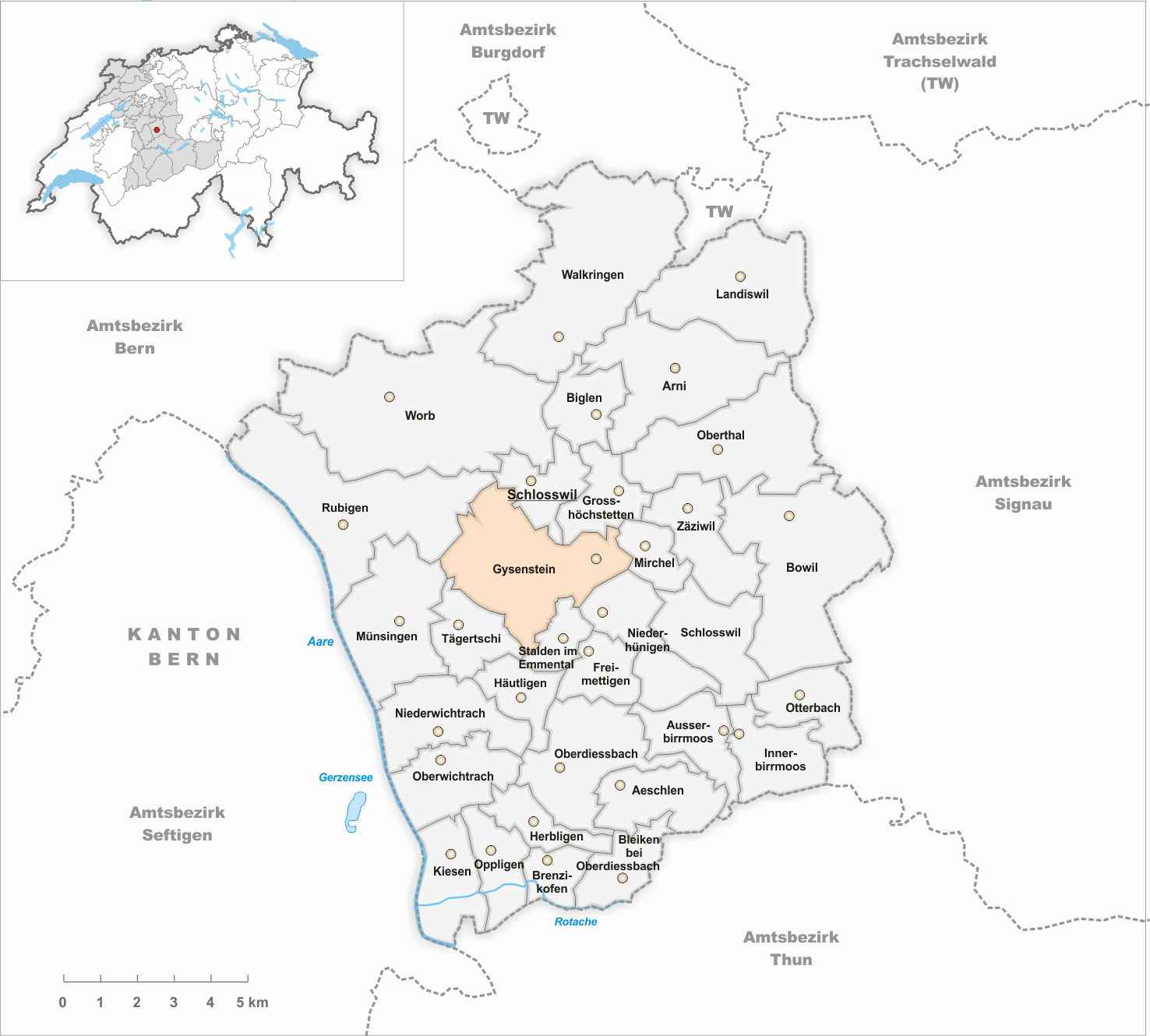
Gemeindestand vor der Fusion am 1. Januar 1933

Gysenstein ist eine Ortschaft der Gemeinde Konolfingen im Verwaltungskreis Bern-Mittelland des Kantons Bern in der Schweiz. Am 1. Januar 1933 wurde die ehemalige Gemeinde mit der Gemeinde Stalden im Emmental zur Gemeinde Konolfingen fusioniert.